# 71-923
71-923 «Богатырь» — сочленённый четырёхосный трамвайный вагон с полностью низким уровнем пола, созданный «ПК Транспортные системы» на мощностях Тверского вагоностроительного завода. Выпускается на Невском заводе электрического транспорта в двух вариантах — базовой модели и модификации 71-923М («Богатырь-М»), отличающейся изменённой передней и задней маской. По состоянию на 2022 год эксплуатируются в Санкт-Петербурге (СТТП, ТП № 7 и ТП № 8) и Череповце, проходил обкатку в Челябинске. 30 апреля 2025 года в Саратове по реконструированным рельсам проехал двухсекционный трамвай "Богатырь".
Две единицы «Богатырь-М» находятся в г. Улан-Удэ в дополнение трамваям «Львёнок».

## История
Работы над трамваем с низким полом по всей длине начались на УКВЗ ещё в начале 2000-х годов в рамках проекта вагона 71-625, но были остановлены и возобновились лишь в 2013 году. К октябрю были готовы низкопольные поворотные тележки, но в начале 2014 года УКВЗ разорвал отношения со своим Торговым домом, которому и принадлежали права на тележку. Один из учредителей ТД УКВЗ, вышедших из состава фирмы, организовал компанию ПК «Транспортные системы», пригласил главного конструктора УКВЗ и выкупил конструкторскую документацию на тележку у ТД УКВЗ, создав на мощностях Тверского вагоностроительного завода производство трамваев 71-911, 71-931, 71-922, 71-923, 71-932 и 71-934. Совокупный объём инвестиций в научно-исследовательские и опытно-конструкторские разработки по созданию двух опытных образцов составил 10 млн евро. В 2020 производство трамваев Богатырь-М запущено на НЗЭТ в Санкт-Петербурге.

## Выпуск
Данные по выпуску вагонов 71-923, 71-923М по годам приведены в таблице:
| Год выпуска | Модель  | Количество вагонов | Зав. номера         |
| ----------- | ------- | ------------------ | ------------------- |
| 2017        | 71-923  | 3                  | 1—3                 |
| 2019        | 71-923М | 1                  | 1                   |
| 2021        | 71-923М | 11                 | 2—12                |
| 2022        | 71-923М | 50                 | 13—48, 67—80        |
| 2023        | 71-923М | 30                 | 49—66, 81—85, 91—97 |
| 2024        | 71-923М | 56                 | 86—90, 98—148       |
| 2025        | 71-923М | 24                 | 149—162, 173—182    |
| Всего       | 71-923  | 3                  | 1—3                 |
| Всего       | 71-923М | 172                | 1—162, 173—182      |

| Город           | Депо / Парк                                                             | Количество | Количество | Количество | Заводские номера | Заводские номера                   | Бортовые номера | Бортовые номера |
| Город           | Депо / Парк                                                             | Общее      | 71-923     | 71-923М    | 71-923           | 71-923М                            | 71-923          | 71-923М         |
| Санкт-Петербург | Трамвайный парк № 5 (Ланской; имени Калинина)                           | 2          | —          | 2          | —                | 98, 100                            | —               | 5600, 5601      |
| Санкт-Петербург | Трамвайный парк № 7 имени В. Володарского                               | 83         | —          | 83         | —                | 13—41, 49—85, 99, 101—111, 125—129 | —               | 7800—7882       |
| Санкт-Петербург | Трамвайный парк № 8 (бывшее депо «Княжево», трампарк № 9 им. Котлякова) | 25         | —          | 25         | —                | 8—12, 91—97, 112—124               | —               | 8940—8964       |
| Санкт-Петербург | Совмещённый трамвайно-троллейбусный парк (№ 10)                         | 22         | 3          | 19         | 1—3              | 2—7, 42—48, 130—131, 157—162       | 0201—0203       | 0204—0224       |
| Саратов         | МУПП Саратовгорэлектротранс                                             | 36         | —          | 36         | —                | 86—89, 132, 134—156, 173—182       | —               | 2331—2368       |
| Череповец       | МУП «Электротранс»                                                      | 1          | —          | 1          | —                | 1                                  | —               | 175             |
| Улан-Удэ        | МУП «Управление трамвая»                                                | 2          | —          | 2          | —                | 90, 133                            | —               | 17, 18          |

С марта 2024 года выйдут на трамвайные линии Улан-Удэ. С 2025 года будут эксплуатироваться в городе Саратове, как подвижной состав строящегося скоростного трамвая.

## Участие в выставках
- 71-923 «Богатырь»:
  - "SmartTransport 2017" 18 — 20 октября 2017 (Санкт-Петербург)[12]
- 71-923М «Богатырь-М»:
  - IV Международный инновационный Форум пассажирского транспорта "SmartTRANSPORT". 19 — 21 июня 2019 (Санкт-Петербург)[13][14]
  - ИННОПРОМ-2019. 7 — 11 июля 2019 (Екатеринбург)[15]

## Технические характеристики
Основные параметры трамваев 71-923 «Богатырь» и 71-923М «Богатырь-М»:
| Параметр                                | Параметр                                | Модель     | Модель     |
| Параметр                                | Параметр                                | 71-923     | 71-923М    |
| --------------------------------------- | --------------------------------------- | ---------- | ---------- |
| Количество дверей                       | Количество дверей                       | 4          | 4          |
| Длина, мм                               | Длина, мм                               | 19 000     | 19 405     |
| Ширина, мм                              | Ширина, мм                              | 2500 ± 50  | 2500 ± 50  |
| Высота от уровня головок рельс, мм      | по опущенному токоприёмнику             | 3500       | 3700       |
| Высота от уровня головок рельс, мм      | по крыше                                | 3250       | ?          |
| Высота пола от уровня головок рельс, мм | Высота пола от уровня головок рельс, мм | 370        | 370        |
| Ширина колеи, мм                        | Ширина колеи, мм                        | 1520       | 1520       |
| Масса тары, кг                          | Масса тары, кг                          | 26 500     | ?          |
| Количество мест для сидения             | Количество мест для сидения             | 34         | 45/49      |
| Пассажировместимость                    | при плотности 5 чел/м²                  | 131        | 138        |
| Пассажировместимость                    | при плотности 8 чел/м²                  | 184        | 193        |
| Напряжение в контактной сети, В         | Напряжение в контактной сети, В         | 550        | 550        |
| Мощность двигателей, кВт                | Мощность двигателей, кВт                | 4×72 = 288 | 4×72 = 288 |

## Конструкция
Вагон является двухсекционным однонаправленным с выходами по правому борту и имеет 4 двери с правого борта: три в первой секции и одну во второй. Первая дверь одностворчатая, остальные — двустворчатые. На дверях расположены кнопки индивидуального открытия двери.

### Тележки
Трамвай 71-923 опирается на две моторные двухосные низкопольные тележки. Тележки имеют две ступени подрессоривания. Первая тележка поворотная, вторая — неповоротная.